# R510 (Russland)
Die R 510 (russisch P 510, das kyrillische P entspricht dem lateinischen R) ist eine 15 Kilometer lange Regionalstraße im Osten der russischen Oblast Kaliningrad (Gebiet Königsberg (Preußen)). Sie verbindet den Süden des Rajon Krasnosnamensk (Lasdehnen, 1938–1946 Haselberg) bei der heutigen Siedlung Dobrowolsk (ehemalige Kreisstadt Pillkallen, 1938–1946 Schloßberg) mit dem nördlichen Rajon Nesterow und dessen Hauptstadt Nesterow (Stallupönen, 1938–1946 Ebenrode).
Gleichzeitig stellt die R 510 ein Bindeglied dar zwischen den Regionalstraßen R 508 bzw. R 509 und der A 229 (Teilstück der früheren deutschen Reichsstraße 1).

## Verlauf der R 510 (P 510)
(Krasnosnamensk (Lasdehnen, 1938–1946 Haselberg) bzw. Gussew (Gumbinnen) / R 508 und Kudirkos Naumiestis (Neustadt-Schirwindt)/Litauen – Kutusowo (Schirwindt) / R 509 →)
- Dobrowolsk (Pillkallen, 1938–1946 Schloßberg)
- Schelesnodoroschnoje (Karczarningken, 1929–1946 Blumenfeld)
- Wyssokoje (Schilleningken, 1938–1946 Hainau)
- Nagornoje (Wilpischen, 1938–1946 Wilpen, der Ort existiert nicht mehr)
- Bolschoje Saretschnoje (Drusken)
- Perwomaiskoje (Bareischkehmen, 1938–1946 Baringen)
- Nesterow (Stallupönen, 1938–1946 Ebenrode)

(→ A 229 nach Tschernyschewskoje (Eydtkuhnen, 1938–1946 Eydtkau) und Kybartai/Litauen bzw. Gussew (Gumbinnen) – Tschernjachowsk (Insterburg) – Kaliningrad (Königsberg (Preußen)))